# Ktokolwiek widział, ktokolwiek wie
Ktokolwiek widział, ktokolwiek wie… (początkowo Ktokolwiek wie…) – polski program telewizyjny, nadawany od 19 września 1996 w Telewizji Polskiej; początkowo na kanale TVP1, a obecnie w TVP3.
Celem programu jest pomoc w poszukiwaniu osób zaginionych. Odcinek programu składa się z reportaży i późniejszych rozmów w studiu z rodzinami i bliskimi poszukiwanych. W każdym wydaniu przedstawianych jest od 4 do 6 spraw.

## Emisja programu
Do września 2001 program ukazywał się na antenie raz w miesiącu. Od października 2001 Ktokolwiek widział, ktokolwiek wie emitowany był dwa razy w miesiącu, a od września 2016 co tydzień. 
Pierwsze trzy wydania programu prowadziła psycholog Zuzanna Celmer, następnie prowadzenie przejął  Wojciech Tochman (do 29 stycznia 2002). Później przez kilka miesięcy (do września 2002) program prowadziła Anna Pawłowska, a od września 2002 do grudnia 2012 audycję prowadził Grzegorz Miśtal. Od 2013 zmieniona formuła programu nie przewidywała już osoby prowadzącej. 2 listopada 2013 program powrócił na antenę, tym razem na TVP 3. W 2016 roku program powrócił do TVP1 wraz z nową prowadzącą, Alicją Popiel. Od 2018 ponownie w TVP3, emitowany co tydzień. Od czerwca 2024 roku prowadzącą została podcasterka Olga Herring. 

## Historia programu
Pomysłodawcą programu „Ktokolwiek widział, ktokolwiek wie” był Andrzej Minko, który zaprosił do współpracy reportera Gazety Wyborczej Wojciecha Tochmana. Prace nad konstrukcją programu obydwaj prowadzili od kwietnia do września 1996 roku. Pracowali wspólnie do końca stycznia 2002, gdy z prowadzenia programu zrezygnował Wojciech Tochman. Do września 2016 roku autorem programu był Andrzej Minko.
Producentem programu do czerwca 2015 była spółka Euromedia Ltd.
Do lata 2001 roku program ukazywał się raz w miesiącu i trwał 45 minut. Do 2001 uzupełnienia programu realizowano w tzw. suplementach. Od 3 września 2001 program emitowano dwa razy w miesiącu. Od tej zmiany skrócono program do 30 minut a od 2004 (od września) do końca maja 2012 trwał 25 minut. Potem produkcja została przeniesiona do TVP3 Łódź, a we wrześniu 2016 do TVP3 Katowice. Aktualnie Ktokolwiek widział, ktokolwiek wie emitowany jest przez katowicki oddział TVP i pojawia się na antenie TVP3 w każdą sobotę o godz. 13:50 (powtórki o 00:50) oraz we wtorki o godz. 11:00. Trwa około 23 minuty.
Pierwszym lektorem prezentującym informacje o osobach zaginionych w komunikatach i suplementach był do 15 marca 2011 Tomasz Marzecki. Później zastąpił go Dariusz Krawczyk. Obecnie (2017) jest nim Grzegorz Sopniewski z TVP3 Katowice.
19 grudnia 2023 ogłoszono, że program nie będzie już emitowany w 2024 roku zgodnie z wcześniejszą decyzją byłego dyrektora TVP Mateusza Matyszkowicza. Jednak w maju ogłoszono, że program powróci na antenę, a jego emisję planowano na 8 czerwca o godzinie 13:00 na kanale TVP 3. Przed emisją nowego odcinka, pierwszy z nich miał być emitowany w piątki na antenie TVP3 Katowice.